# Dacampia
Dacampia is een geslacht van schimmels behorend tot de familie Dacampiaceae. De typesoort is Dacampia hookeri.

## Soorten
Volgens Index Fungorum telt het geslacht 14 soorten (peildatum december 2022):
| Soortnaam               | Auteur(s)                 | Publicatiejaar |
| ----------------------- | ------------------------- | -------------- |
| Dacampia caloplacicola  | Halıcı, Candan & Etayo    | 2009           |
| Dacampia cladoniicola   | Halıcı & A.Ö. Türk        | 2008           |
| Dacampia cyrtellae      | Brackel                   | 2010           |
| Dacampia hookeri        | (Borrer) A. Massal.       | 1853           |
| Dacampia lecaniae       | Kocourk. & K. Knudsen     | 2010           |
| Dacampia leptogiicola   | (D. Hawksw.) D. Hawksw.   | 2008           |
| Dacampia muralicola     | Halıcı & D. Hawksw.       | 2008           |
| Dacampia neglecta       | Stein                     | 1872           |
| Dacampia peltigericola  | D. Hawksw. & C.J.B. Hitch | 2006           |
| Dacampia pentaseptata   | Etayo                     | 2017           |
| Dacampia rhizocarpicola | D. Hawksw.                | 2008           |
| Dacampia rubra          | Halıcı, Candan & Calat.   | 2009           |
| Dacampia rufescentis    | (Vouaux) D. Hawksw.       | 1986           |
| Dacampia xanthomendozae | Etayo & Halıcı            | 2009           |